# Vällingträsket, Lappland
Vällingträsket är en sjö i Sorsele kommun i Lappland och ingår i Umeälvens huvudavrinningsområde. Sjön har en area på 1,92 kvadratkilometer och ligger 454,2 meter över havet. Sjön avvattnas av vattendraget Vällingträskbäcken.

## Delavrinningsområde
Vällingträsket ingår i det delavrinningsområde (727484-156211) som SMHI kallar för Utloppet av Vällingträsket. Medelhöjden är 489 meter över havet och ytan är 12,5 kvadratkilometer. Räknas de 4 avrinningsområdena uppströms in blir den ackumulerade arean 26,21 kvadratkilometer. Vällingträskbäcken som avvattnar avrinningsområdet har biflödesordning 4, vilket innebär att vattnet flödar genom totalt 4 vattendrag innan det når havet efter 328 kilometer. Avrinningsområdet består mestadels av skog (85 procent). Avrinningsområdet har 1,92 kvadratkilometer vattenytor vilket ger det en sjöprocent på 15,4 procent.